# Nouamghar
Nouamghar es una pequeña localidad de Mauritania, situada a 155 kilómetros de Nuakchot, tradicional y activo puerto pesquero donde se utilizan antiguas técnicas de pesca en las que se usan los delfines para cercar y aproximar los bancos de peces a la costa y luego son capturados en las redes preparadas al efecto. Se desconoce el origen de la asociación entre hombres y delfines para esta técnica.
La villa ha sufrido transformaciones desde que el parque nacional del Banc d'Arguin fue declarado Patrimonio de la Humanidad, siendo la localidad de referencia para los visitantes y centro administrativo de la autoridad del parque.